# Transakcje wirtualne
Transakcje wirtualne – transakcje, których przedmiotem jest element niematerialny, będący własnością w rozumieniu art. 44 Kodeksu cywilnego, jednak będący rzeczą wirtualną. Polskie prawo nie reguluje handlu przedmiotami wirtualnymi, ponieważ nie zawiera ich dokładnej definicji, natomiast uchodzą za nie m.in. kryptowaluty czy elementy gier komputerowych (np. przedmioty, postacie, artefakty itd.).

## Opodatkowanie handlu przedmiotami wirtualnymi
Sprzedaż rzeczy wirtualnych przez podmioty nieposiadające działalności gospodarczej jako przychód z odpłatnego zbycia praw majątkowych klasyfikuje art. 10 ust. 1 pkt 7 ustawy PIT i jest opodatkowany według skali podatkowej na zasadach ogólnych. W przypadku systematycznego handlu rzeczami wirtualnymi przychód z takich transakcji powinno klasyfikować się jako powstały w ramach pozarolniczej działalności gospodarczej (art. 10 ust. 1 pkt 3 ustawy PIT).
W przypadku osób małoletnich przychód ze sprzedaży rzeczy wirtualnych powinien być rozliczony przez rodziców bądź opiekunów tej osoby w rocznym zeznaniu podatkowym PIT z uwzględnieniem podatku od czynności cywilnoprawnych (Dz. U. 2000 Nr 86 poz. 959).
Sprzedaż rzeczy wirtualnych w ramach działalności gospodarczej klasyfikowane jest jako sprzedaż usług elektronicznych (określonych w art. 2 pkt 26 ustawy o VAT definiującym usługi elektroniczne, jako usługi, o których mowa w art. 11 unijnego rozporządzenia nr 1777/2005, z uwzględnieniem art. 12 tego rozporządzenia) i podlega opłacaniu stawki VAT 23%.

## Prawa autorskie
Przedmioty wirtualne podlegają prawu autorskiemu pod względem podmiotowości względem danego programu komputerowego, dlatego w ujęciu teoretycznym wytworzone w nim wirtualne przedmioty są własnością producenta programu komputerowego. Stosowne zapisy dotyczące praw autorskich rzeczy wirtualnych znajdują się w umowie licencyjnej zawieranej pomiędzy użytkownikiem a producentem danego produktu.